# Ruth Fernández
Ruth Fernández (Ruth Noemí Fernández Cortada; * 23. Mai 1919 in Ponce; † 9. Januar 2012 in San Juan) war eine puerto-ricanische Sängerin.

## Leben und Wirken
Fernández trat bereits vierzehnjährig im Rundfunk ihrer Heimatstadt auf und wurde im Alter von sechzehn Jahren  Sängerin der Gruppe Mingo y sus Whoopee Kids, mit der sie acht Jahre lang durch Puerto Rico tourte. 1941 entstand ihre erste Aufnahme bei Columbia Records. Der Erfolg der Platte brachte ihr ein Engagement am Teatro Latin in New York. Nach ihrer Rückkehr nach Puerto Rico trat sie wieder mit Mingo y sus Woopee Kids auf und studierte daneben Rechts- und Sozialwissenschaft an der Universität von Puerto Rico.
In den Folgejahren wurde sie in Puerto Rico und international eine populäre Solosänger. Sie hatte Sendungen bei der CBS, trat in der Carnegie Hall auf und unternahm Konzertreisen durch Lateinamerika, Italien, Spanien, Frankreich und Norwegen. Sie war mit Jesús María Sanromá befreundet und mit Pau Casals, der für sie das Lied Ven a mí komponierte. Bei der Feier ihres fünfzigjährigen Bühnenjubiläums 1985 traten u. a. Cantinflas, Libertad Lamarque, Pedro Vargas, Olga Guillot, Kasandra Damirón, Alberto Cortez und Nelson Ned auf. Von 1973 und 1980 vertrat Fernández Ponce im Senat von Puerto Rico.